# 毛為光
毛為光（1530年—？），字龍伯，浙江寧波府鄞縣人，民籍，明朝政治人物。

## 生平
浙江鄉試第二十六名舉人。嘉靖三十八年（1559年）中式己未科會試第一百六十七名，二甲第九名進士。授宿州知州，历任广州府同知，万历二年（1574年）正月升福建按察司佥事，五年正月升广西左参议，七年八月升福建副使。

## 家族
曾祖毛習；祖父毛紳，典膳；父毛幹，母屠氏；繼母王氏。重庆下。弟步光、礽光。